# Igreja Paroquial de Santa Maria de Odemira
A Igreja Paroquial de Santa Maria de Odemira, também conhecida como Igreja de Santa Maria, é um monumento religioso na vila da Odemira, na região do Alentejo, em Portugal. Foi construída no século XVI, sendo originalmente parte de um convento dedicado a Santo António, tendo passado a ser a igreja paroquial de Santa Maria na década de 1830.

## Descrição
O edifício situa-se junto à Rua Serpa Pinto, na freguesia de São Salvador e Santa Maria. Devido à sua planta e tipologia, e a presença de pilastras e contrafortes, enquadra-se no estilo maneirista, sendo um exemplo do formato sóbrio que era comum nas igrejas conventuais franciscanas, na região do Baixo Alentejo.
A igreja tem uma planta de forma longitudinal, formada por uma só nave e capela-mor, tendo igualmente anexos os volumes da torre sineira, baptistério, a sacristia e várias dependências. O edifício é coberto por um telhado de duas águas, que é mais baixo na nave do que na capela-mor. A torre sineira, de planta quadrangular, é rematada por uma cúpula de forma bulbosa. A fachada principal está virada a Oeste, e é composta por um só pano ladeado por pilastras, e é rematada por uma empena triangular, com uma cruz de ferro no topo. O portal é de verga curva, sendo encimado por um janelão. A fachada Norte está dividida em cinco panos, divididos por contrafortes, que na parte correspondente à capela-mor são de cantaria. Ambas as fachadas laterais são rasgadas por janelões elevados, para iluminação do interior. No interior encontram-se dois altares laterais com retábulos decorados a talha dourada e polícroma, em nichos rematados por arcos abatidos sobre pilastras. O púlpito tem a caixa e o baldaquino em madeira, no lado da Epístola, e o retábulo-mor está ornado com talha dourada e polícroma. A nave está separada da capela-mor por um arco triunfal sobre pilastras em cantaria. A cobertura da nave é em forro de madeira, disposto em três planos, enquanto a capela-mor tem uma abóbada de berço. No interior destaca-se igualmente o coro alto, com grade em madeira.

## História
Originalmente a igreja era dedicada a Santo António, fazendo parte de um convento franciscano que foi fundado no século XVI, e que se integrava na província religiosa dos Algarves. Na obra Portugal antigo e moderno, publicada em 1875 por Pinho Leal, refere-se que pertencia ao frades xabreganos, e que tinha sido «fundado pelo 1.° conde de Odemira, pelos annos de 1560. O carneiro dos ditos condes era n'este mosteiro». Porém, segundo a obra Brasões da Sala de Sintra, de Anselmo Braamcamp Freire, o primeiro Conde de Odemira foi Sancho de Noronha, que faleceu ainda no século XV, pelo que poderá ter sido fundado pelo quarto Conde de Odemira, também denominado de Sancho de Noronha, que recebeu o título em 1556. Escavações arqueológicas feitas nas imediações, durante os trabalhos de acompanhamento ao programa de requalificação urbana de Odemira, revelaram a presença de algumas estruturas antigas, que poderiam estar ligadas ao edifício da igreja e às suas fases de remodelação, durante os períodos medieval e moderno.
Sofreu várias campanhas de restauro ao longo da sua história. Em 1835 foi profana e demolida a antiga igreja de Santa Maria, devido ao seu estado de ruína, tendo a função de sede de paróquia e o nome de Santa Maria sido assumido pela igreja franciscana.
Segundo Pinho Leal, o mosteiro a que pertencia esta igreja «foi vendido em hasta publica, perante a junta do credito publico, no dia 30 de outubro de 1841, e comprado por Antonio d' Almeida, por 480$500 rs. O seu actual proprietário, é o sr. José Maria Lopes Falcão, d'esta villa». As únicas partes que não foram vendidas em hasta pública foram a igreja e a sua sacristia. Refere igualmente que a «A egreja do mosteiro está bastante arruinada» Em 1885 foi construído o campanário, em 1891 foi alterado o baptistério, e nos finais da centúria foram instalados os retábulos e o púlpito. Em 1990, a Paróquia faz trabalhos de recuperação na igreja.
O procedimento para a classificação iniciou-se em 22 de Junho de 1981, pelo Instituto Português do Património Cultural, mas em 28 de Outubro de 2008 a Direcção Regional de Cultura do Alentejo emitiu uma proposta para o encerramento do processo, por considerar que o imóvel não era de valor nacional, tendo o despacho de encerramento sido publicado em 28 de Novembro desse ano pelo Instituto de Gestão do Património Arquitectónico e Arqueológico.